# Handskholmen, Pedersöre
Handskholmen är en ö i Finland. Den ligger i sjön Sandsundsfjärden och i kommunen Pedersöre i den ekonomiska regionen  Jakobstadsregionen  och landskapet Österbotten, i den centrala delen av landet, 400 km norr om huvudstaden Helsingfors. Öns area är 0,8 hektar och dess största längd är 140 meter i nord-sydlig riktning.